# Alexandre Dumas mladší
Alexandre Dumas mladší (27. července 1824, Paříž – 27. listopadu 1895, Marly-le-Roi) byl francouzský prozaik a dramatik, nemanželský syn slavného francouzského spisovatele Alexandra Dumase staršího.

## Život
Alexandre Dumas mladší se narodil 27. července roku 1824 jako nemanželský syn slavného francouzského spisovatele Alexandra Dumase staršího. Jeho dětství bylo touto skutečností dosti poznamenáno, neboť byl vychováván po penzionátech. Jako mladý muž žil bohémským životem a na živobytí si vydělával literární tvorbou. Po neúspěšném básnickém debutu Hříchy mládí (Péches de jeunesse, 1847) šel nejprve ve stopách svého otce. Zejména romány Dobrodružství čtyř žen a jednoho papouška (Les Aventures de quatre femmes et d'un perroquet, 1847) a Jindřich Navarský (Henri de Navarre, 1851) nezapřou otcův vliv. Současně však začal psát realistické romány, kriticky zobrazující sociální poměry společnosti, z nichž nejznámější je Dáma s kaméliemi (La Dame aux camélias, 1848). K napsání románu inspiroval Dumase život mladé kurtizány Marie Duplessis, se kterou se seznámil v Saint-Germain-en-Laye, kde od roku 1844 žil po určitou dobu společně se svým otcem. V tomto románu zaujal na svou dobu tak revoluční postoj k sociálnímu postavení padlé ženy, že následná dramatizace z roku 1852 byla cenzurou dlouho zadržována. Její uvedení se však stalo Dumasovým skutečným triumfem (hra inspirovala například italského skladatele Giuseppe Verdiho k napsání opery La traviata) a Dumas se obrátil k divadlu. Ve svých hrách, které vyvolaly mnohé polemiky v tehdejším společenském životě, kriticky zobrazoval mravy druhého císařství, řešil problémy nemanželských dětí, rozvodů, cizoložství, kuplířství atp., zabýval se právy žen, napadal předsudky společnosti a bojoval tak za uzdravení národa oslabeného zhýralstvím a falešnou morálkou.
Dumas svým dílem posílil realismus na francouzských divadelních scénách. Roku 1874 byl zvolen členem Francouzské akademie, byl několikrát předsedou Společnosti dramatických autorů a roku 1894 obdržel Řád čestné legie. Zemřel 27. listopadu roku 1895.
Katolická církev zařadila „všechny milostné romány" (omnes fabulae amatoriae) Alexandra Dumase mladšího i jeho esej „Otázka rozvodu" (La question du divorce) na Index zakázaných knih.

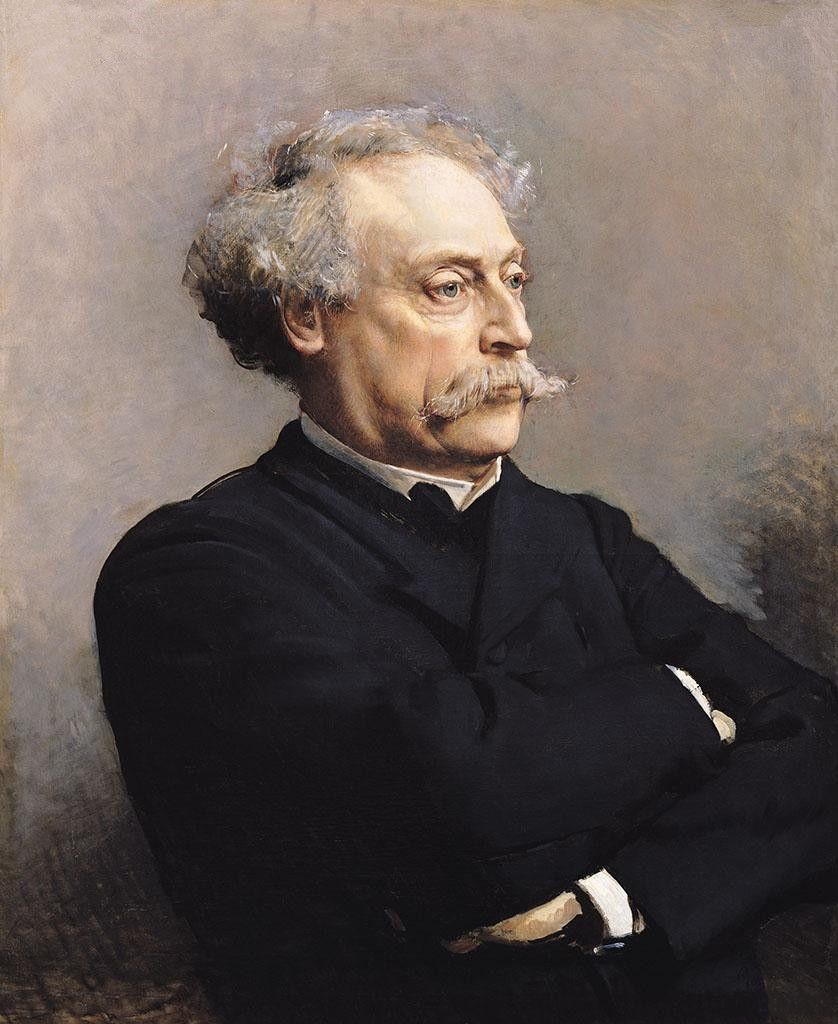
Alexandre Dumas mladší – portrét od malíře Léona Bonnata z roku 1886

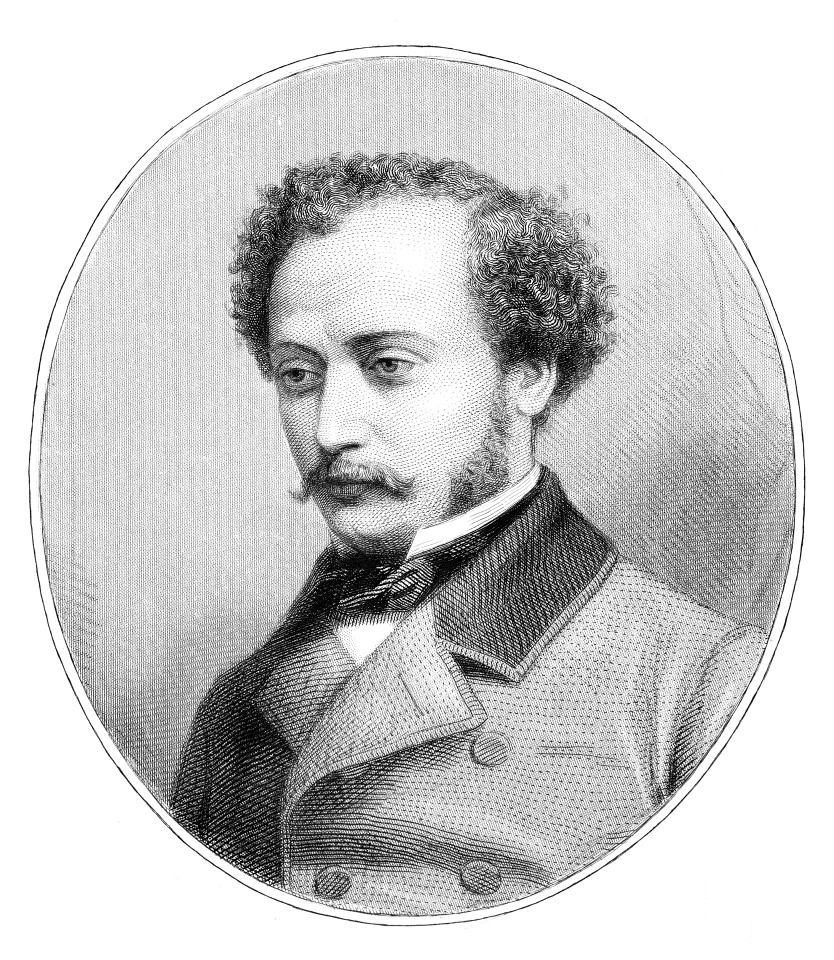
Alexandre Dumas mladší jako mladý muž.

## Z díla

### Romány a povídky
- Dobrodružství čtyř žen a jednoho papouška (Les Aventures de quatre femmes et d'un perrpquet, 1847),
- Dáma s kaméliemi (La Dame aux camélias, 1848),
- Doktor Servans (Le Docteur Servans, 1848-1848),
- Jindřich Navarský (Henri de Navarre, 1851),
- Paní z Lys (Dame de Lys, 1851),
- Povídky a novely (Contes et nouvelles, 1853),
- Propast lásky (Aféra Clémenceau) (Affaire Clémencau, 1866).

### Divadelní hry
- Královnin klenot (Le Bijou de la Reine, 1845).
- Atala (1848),
- Dáma s kaméliemi (La Dame aux camélias, 1852),
- Polosvět (Le Demi Monde, 1855),
- Otázka peněz (La Question d'argent, 1857),
- Nemanželský syn (Le Fils naturel, 1858),
- Marnotratný otec (Un Pére produgue, 1859),
- Markýz de Villever (Le marquis de Villever, 1864), společně s George Sandovou,
- Názory paní Aubrayové (Les Idées de Madame Aubray, 1867),
- Claudova žena (La Femme de Claude, 1873),
- Pan Alfons (Monsieur Alphonse, 1873),
- Cizinka (L'Etrangére, 1877),
- Princezna z Bagdádu (La Princesse de Bagdad, 1883),
- Denisa (Denise, 1885),
- Francillon (1887),

### Eseje
- Otázka rozvodu (La Question du divorce, 1880).
- Ženy, které zabíjejí, a ženy které volí (Les Femmes qui tuent et les femmes qui votent, 1880).

### Digitalizované dílo
- DUMAS, Alexandre. Dáma s kameliemi : činohra v pěti jednáních. Překlad Emanuel Züngel. Praha: Pospíšil, 1873. Dostupné online.